# Wilhelmstraßenproces

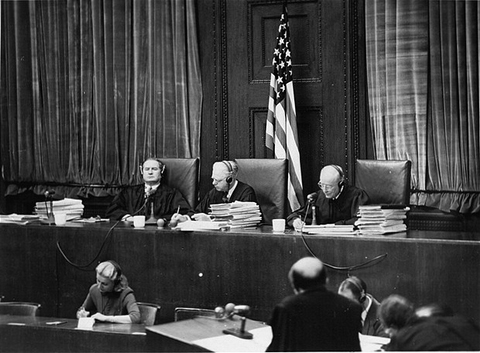
Rechters tijdens het Wilhelmstraßenproces (v.l.n.r.: Leon W. Powers, voorzitter William C. Christianson en Robert T. Maguire)

Het Wilhelmstraßenproces was het voorlaatste van de Neurenberger Processen. De officiële benaming van het proces luidde The United States of America vs. Ernst von Weizsäcker, et al.. De zaken die waren aangebracht tegen voormalige medewerkers van het Ministerie van Buitenlandse Zaken en enkele andere ministeries werden er behandeld. Het proces werd daarom in de volksmond genoemd naar de Wilhelmstraße in Berlijn, waar het ministerie van Buitenlandse Zaken was gevestigd. In het Engelse taalgebied wordt dit proces ook wel Ministries Trial genoemd. Het proces was het omvangrijkste, en in tijdsduur, langste van alle twaalf processen. Het begon op 15 november 1947, terwijl de vonnissen in april 1949 werden uitgesproken. Voorzitter van het hof was de Amerikaan William C. Christianson.

## Aanklacht
De eenentwintig gedaagden werd de volgende misdrijven ten laste gelegd:
- bijdragen aan een agressieve aanvalsoorlog
- samenzwering
- oorlogsmisdaden, vermoorden en mishandelen van oorlogsdeelnemers en krijgsgevangenen
- misdaden tegen de menselijkheid
- oorlogsmisdaden tegen de menselijkheid (tegen de burgerbevolking begane misdrijven)
- oorlogsmisdaden tegen de menselijkheid (roof en plundering)
- oorlogsmisdaden tegen de menselijkheid (dwangarbeid)
- lidmaatschap van een misdadige organisatie

## Verdachten
| Naam                                 |  | Functie | Strafmaat                                                                                         |
| ------------------------------------ |  | --- | ------------------------------------------------------------------------------------------------- |
| Ernst von Weizsäcker                 |  | Staatssecretaris bij het Auswärtiges Amt (Ministerie van Buitenlandse Zaken) onder Ribbentrop tot 1943, daarna: Ambassadeur bij de Heilige Stoel; SS-Brigadeführer | 7 jaar gevangenisstraf; teruggebracht tot 5 jaar op 12 december 1949; vrijgelaten in oktober 1950 |
| Gustav Adolf Steengracht von Moyland |  | Opvolger van Von Weizsäcker als staatssecretaris Buitenlandse Zaken (tot 1945)                                                                                     | 7 jaar gevangenisstraf; teruggebracht tot 5 jaar op 12 december 1949; vrijgelaten in 1950         |
| Wilhelm Keppler                      |  | Staatssecretaris; Hitlers adviseur met betrekking tot economie | 10 jaar gevangenisstraf; vrijgelaten in 1951                                                      |
| Ernst Wilhelm Bohle                  |  | NS-Gauleiter, Hoofd van de Auslandsorganisation van de NSDAP | 5 jaar gevangenisstraf                                                                            |
| Ernst Wörmann                        |  | Secretaris bij Buitenlandse Zaken; Hoofd van de politieke afdeling                                                                                                 | 7 jaar gevangenisstraf; teruggebracht tot 5 jaar op 12 december 1949; vrijgelaten in 1951         |
| Karl Ritter                          |  | Verbindingsman tussen Buitenlandse Zaken en het Oppercommando van de Wehrmacht                                                                                     | 4 jaar gevangenisstraf, met aftrek van voorarrest; vrijgelaten na de uitspraak                    |
| Otto von Erdmannsdorff               |  | Secretaris ministerie van Buitenlandse Zaken; Plaatsvervanger van Wörmann                                                                                          | vrijgesproken                                                                                     |
| Edmund Veesenmayer                   |  | Gevolmachtigde in Hongarije | 20 jaar gevangenisstraf; teruggebracht tot 10 jaar in 1951; in hetzelfde jaar vrijgelaten         |
| Hans Heinrich Lammers                |  | Hoofd van de Rijkskanselarij | 20 jaar gevangenisstraf; teruggebracht tot 10 jaar in 1951; vrijgelaten op 16 december 1951       |
| Wilhelm Stuckart                     |  | Staatssecretaris van Binnenlandse Zaken | 3 jaar en 10 maanden gevangenisstraf; na de uitspraak vrijgelaten                                 |
| Richard Walther Darré                |  | Minister voor Voedsel en Landbouw | 7 jaar gevangenisstraf; vrijgelaten in 1950                                                       |
| Otto Meissner                        |  | Hoofd van de Presidentiële Kanselarij | vrijgesproken                                                                                     |
| Otto Dietrich                        |  | Rijksperschef van de NSDAP; Staatssecretaris van het Propagandaministerium                                                                                         | 7 jaar gevangenisstraf inclusief voorarrest; vrijgelaten in 1950                                  |
| Gottlob Berger                       |  | Hoofd van het SS-Hauptamt; SS-Obergruppenführer | 25 jaar gevangenisstraf; teruggebracht tot 10 jaar in 1951; in hetzelfde jaar vrijgelaten         |
| Walter Schellenberg                  |  | Tweede man van de Gestapo, hoofd van de SD en de Abwehr, en opvolger van Wilhelm Canaris als hoofd van de verenigde veiligheidsdiensten; SS-Brigadeführer.         | 6 jaar gevangenisstraf, inclusief voorarrest                                                      |
| Lutz Graf Schwerin von Krosigk       |  | Minister van Financiën | 10 jaar gevangenisstraf; vrijgelaten in 1951                                                      |
| Emil Johann Puhl                     |  | Vice-president van de Reichsbank | 5 jaar gevangenisstraf, inclusief voorarrest                                                      |
| Karl Rasche                          |  | Directeur van de Dresdner Bank | 7 jaar gevangenisstraf, inclusief voorarrest                                                      |
| Paul Körner                          |  | Staatssecretaris, plaatsvervanger van Göring | 15 jaar gevangenisstraf; teruggebracht tot 10 jaar in 1951; in hetzelfde jaar vrijgelaten         |
| Paul Pleiger                         |  | Hoofd van de Hermann-Göring-Werke (geconfisqueerde staalbedrijven met dwangarbeiders)                                                                              | 15 jaar gevangenisstraf; teruggebracht tot 10 jaar in 1951; in hetzelfde jaar vrijgelaten         |
| Hans Kehrl                           |  | Secretaris bij het Ministerie van Bewapening; Hoofd Planning | 15 jaar gevangenisstraf; vrijgelaten in 1951                                                      |